# Czerwiec trwały
Czerwiec trwały (Scleranthus perennis) – gatunek rośliny z rodziny goździkowatych (Caryophyllaceae). W Polsce gatunek dość pospolity. Żeruje na nim czerwiec polski.

## Morfologia

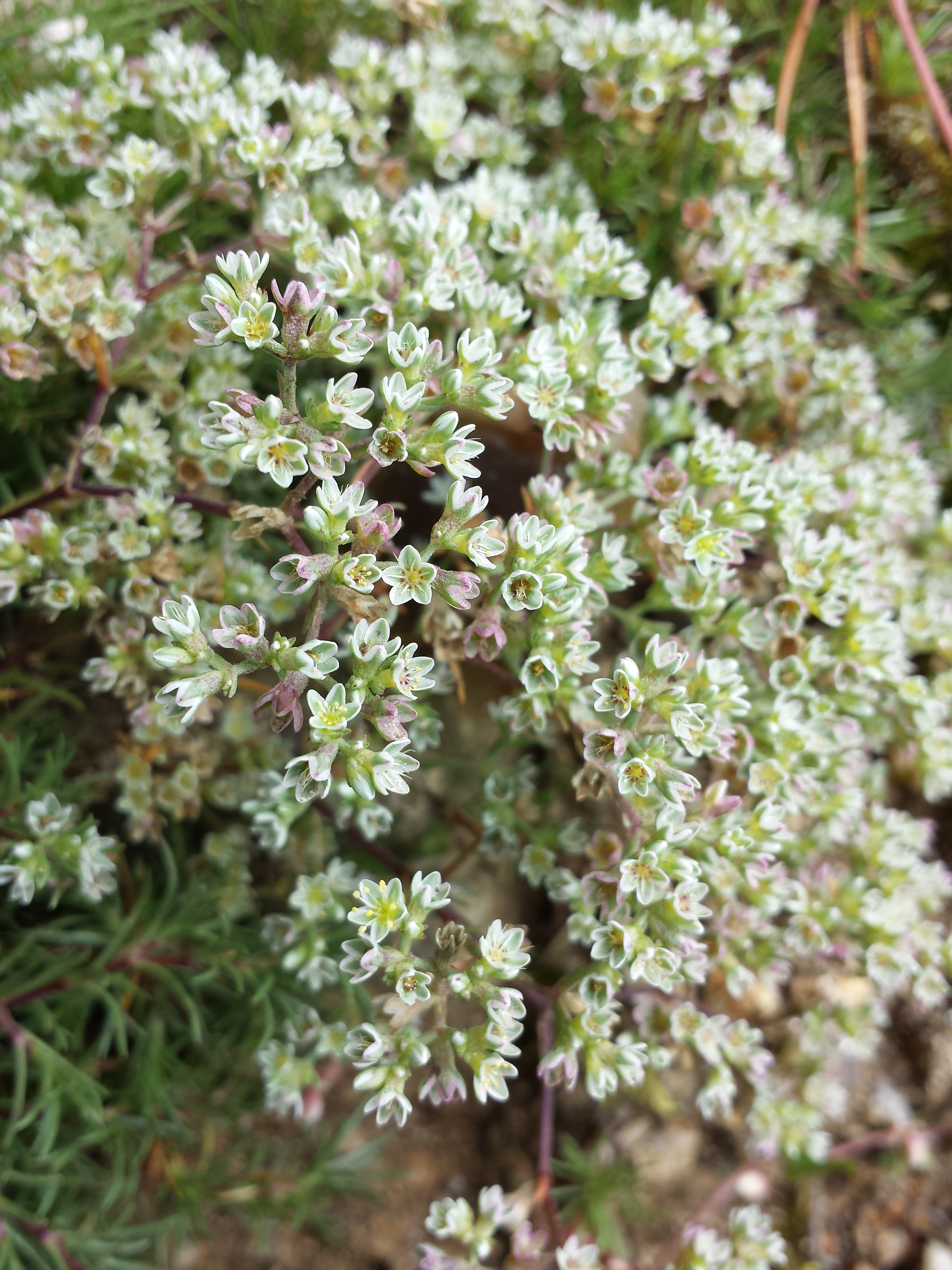
Pokrój

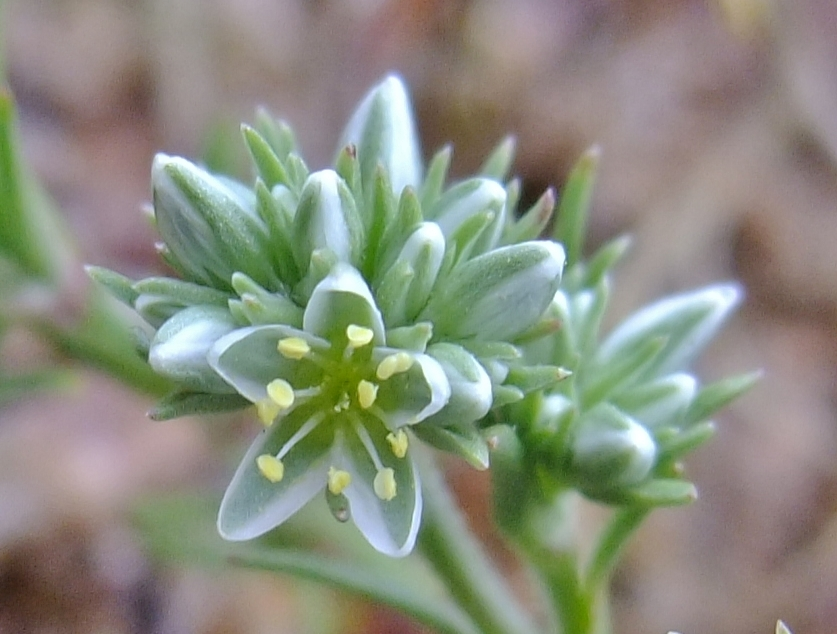
Kwiaty

PokrójNiewielka roślina o wysokości 5-20 cm, sztywna, cała sinozielona i zdrewniała w nasadzie.
ŁodygaPokryta dwoma rzędami włosków.
LiścieRównowąskie, ostre, o długości do 5 mm.
KwiatyDrobne, zielonawe, zebrane w kłębiki. W ich kieliszkowato rozszerzonym dnie kwiatowym jest ukryta zalążnia. Błoniasto obrzeżone działki kielicha przylegają do owocu. Podczas kwitnienia pręciki mają taką długość, jak działki kielicha.

## Biologia i ekologia
Bylina, hemikryptofit. Porasta piaski i ugory, gleby kwaśnawe, bezwapienne, suche. Jest żywicielem larw owada czerwiec polski. Kwitnie od maja do października. Pręciki dojrzewają równocześnie ze słupkami, kwiaty są samopylne, lub zapylane przez muchówki. Liczba chromosomów 2n = 22.